# María Cristina Bustos de Coronel
María Cristina Bustos Ledesma de Coronel (Tucumán, 20 de fevereiro de 1945, sequestrada desaparecida a 14 de março de 1977 em Buenos Aires) foi uma advogada, militante do peronismo revolucionário e vítima da última ditadura cívico militar de Argentina.

## Breve resenha
Nasceu o 20 de fevereiro de 1945 na cidade de San Miguel de Tucumán.  
Militou no  Peronismo de Base primeiro e depois foi militante de Montoneros. Trabalhou no Ministério de Trabalho onde actuou na defesa de operários e de presos políticos. Nesta função, participou da causa de José Carlos Coronel, também tucumano e militante das FAR e depois Secretário Político de Montoneros, e foi encarcerado em 1971. Com a amnistia de Cámpora, José Carlos foi liberto e casou-se com María Cristina em 1973, mudando-se ambos a Buenos Aires.

### O combate de Villa Luro
José Carlos Coronel foi assassinado a 29 de setembro de 1976, no chamado “combate de Villa Luro”. A casa de Buenos Aires, em que estava reunido com outros 4 colegas foi sitiada pelas forças armadas. O tiroteio durou 3 horas e decidiram esgotar suas munições e não se entregar com vida. Vítimas simultâneas: Ismael Salame, Alberto José Molinas, Ignacio José Bertrán e María Victoria Walsh. José Carlos tinha 32 anos.

## Sequestro e desaparecimento
A 14 de março de 1977 foi sequestrada junto com sua filha Luzia de 10 meses de idade. A menina permaneceu com sua mãe em cativeiro na ESMA até o dia seguinte, quando membros do mesmo grupo de tarefas que as sequestrou as separaram e a levaram ao Hospital Elizalde (Casa Berço), onde esteve uma semana mais antes de ser entregue a sua avó paterna.

## Homenagem
Em agosto de 2012 realizou-se uma homenagem com a constituição da Baldosa Conmemorativa dos Advogados Vítimas do Terrorismo de Estado Carlos Ernesto Patrignani, Jorge Ernesto Turk, José Pablo Bernard e María Cristina Bustos de Coronel, detidos e desaparecidos durante a última ditadura cívico-militar, que se cumpriu num sector da Praça dos Dois Poderes que compartilham a legislatura e a sede principal do Poder Judicial jujeño.